# Parafia Najświętszej Maryi Panny Królowej Polski w Januszkowicach
Parafia Najświętszej Maryi Panny Królowej Polski w Januszkowicach – parafia rzymskokatolicka znajdująca się w dekanacie Oleśnica zachód, w archidiecezji wrocławskiej. Erygowana w 1988 wieku.
Obsługiwana przez księży archidiecezjalnych. Administratorem parafii jest ks. Grzegorz Gac.

## Parafialne księgi metrykalne
| Księgi metrykalne | Okres ewidencji |
| ----------------- | --------------- |
| chrztów           | od 1974         |
| ślubów            | od 1974         |
| zgonów            | od 1974         |